# Jean-Noël Liaut
Jean-Noël Liaut, né le 16 novembre 1966, est un biographe et traducteur français. Auteur d'une quinzaine d'ouvrages, il a été récompensé par le prix de la Biographie de l'Académie française (2015). Ses livres sont traduits en anglais, italien, espagnol, grec, néerlandais, russe, ukrainien, polonais et chinois.

## Publications

### Biographies
- Modèles et mannequins : 1945 - 1965, Paris, Filipacchi, février 1994, 220 p. (ISBN 9782850183416, BNF 35660421, présentation en ligne)
- Hubert de Givenchy, Grasset, 2000.
- Les Anges du bizarre, Grasset, 2001.
- Boutons de manchettes, Assouline, 2002.
- Karen Blixen, Une odyssée africaine, Payot, 2004 ; Grand Prix littéraire de l'héroïne, 2005.
- Férocement vôtre (Journal intime), Ramsay, 2005.
- Natalie Paley, Bartillat, 2005.
- Petit Dictionnaire du snobisme contemporain, Payot, 2006.
- Madeleine Castaing, Payot, 2008.
- La Javanaise, biographie de Toto Koopman, éditions Robert Laffont, 2011, 252 p.  (ISBN 2-221-11554-6).
- Éloge des garces, Payot, 2013.
- Les Sœurs insoumises : Elsa Triolet et Lili Brik, Robert Laffont, 2015, prix de la Biographie de l'Académie française, 2015.
- Elle, Edmonde, Allary Éditions, 2017 (ISBN 978-2-37073-115-9, lire en ligne )
- Nancy Mitford, La dame de la rue Monsieur, Allary Éditions, 2019.
- Les sautes d'humour de Monsieur de Saint-Simon (anthologie), Payot, 2019.
- Andy Warhol, Le renard blanc, Allary Éditions, 2021.
- La Princesse insoumise, Allary Éditions, 2023.

### Traductions
- Helene Hanff, La Duchesse de Bloomsbury Street, Payot, 2002 (traduction et préface).

- Agatha Christie-Mallowan, La Romancière et l'Archéologue : Mes Aventures au Moyen-Orient, Payot, 2005 (traduction et préface).
- Deborah Devonshire, Les Humeurs d'une châtelaine anglaise, Payot, 2006 (traduction et préface).
- Colin Clark, Une Semaine avec Marilyn, Payot, 2006.
- Kinta Beevor, Une Enfance en Toscane, Payot, 2007.
- Nancy Mitford, Une Anglaise à Paris, Payot, 2008 (traduction et préface).
- Deborah Devonshire, La Châtelaine anglaise déménage, Payot, 2010 (traduction et préface).
- Deborah Devonshire, Duchesse à l'anglaise,  Payot, 2012.